# Markarian 231
Pour les articles homonymes, voir Markarian.
Markarian 231 (en abrégé Mrk 231) est une galaxie  de Type-1 Seyfert située à 581 millions d'années-lumière de la Terre. 

## Caractéristiques
Il s'agit de la plus proche galaxie abritant un quasar. Au sein de cette galaxie se trouvent deux trous noirs supermassifs, le premier est de 150 millions de masses solaires, l'autre de 4 millions de masses solaires. Ces deux trous noirs orbitent l'un autour de l'autre en 1,2 an. De ce fait Markarian 231 génère de grandes quantités d'énergie. Ces deux trous noirs se seraient rapprochés à la suite de la collision de deux galaxies et fusionneront probablement dans des centaines de milliers d'années.

## Découverte
Markarian 231 fut découverte en 1969 lors de la recherche de galaxies diffusant de fortes radiations ultraviolettes. C'est en 2015 qu'une anomalie dans le rayonnement UV poussa une étude à déterminer la présence du second trou noir, faisant de Markarian 231 le seul trou noir binaire observé à ce jour.

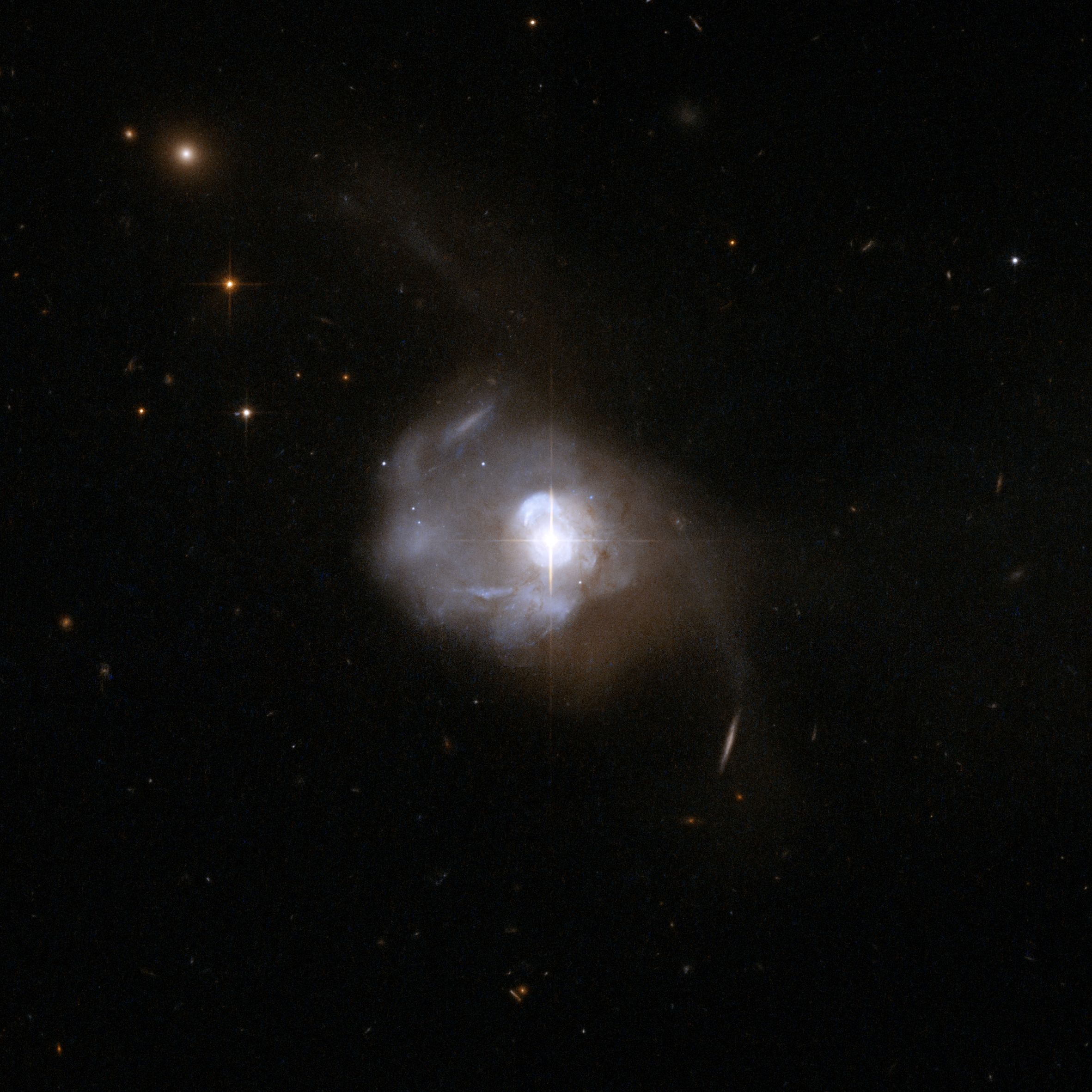
Photo de Markarian 231 prise par le télescope Hubble en 2008.